# Tresviso
Tresviso ist eine nur aus einem Ort bestehende Gemeinde mit 53 Einwohnern (Stand: 2024) im Westen der autonomen Region Kantabrien in Spanien an der Grenze zu Asturien. Tresviso befindet sich im Nationalpark Picos de Europa.

## Lage
Der Ort Tresviso befindet sich in einer Höhe von etwa 850 Metern ü. d. M.; obwohl er historisch und politisch zu Kantabrien gehört ist er nur von Asturien aus zu erreichen. Die nächstgelegene größere Stadt ist das ca. 58 Kilometer (Fahrtstrecke) nordwestlich gelegene Llanes nahe der Biskayaküste.

## Bevölkerungsentwicklung
| Jahr      | 1960 | 1970 | 1981 | 1991 | 2001 | 2014 |
| Einwohner | 319  | 178  | 91   | 94   | 60   | 69   |

Ende des 19. Jahrhunderts hatte der Ort an die 400 Einwohner; bei den Volkszählungen der 1920er bis 1940er Jahre waren es mehr als 500. Die Mechanisierung der Landwirtschaft hat in der zweiten Hälfte des 20. Jahrhunderts zu einem deutlichen Bevölkerungsrückgang geführt.

## Wirtschaft und Infrastruktur
Die Böden und das regenreiche, aber milde Klima eigneten sich schon immer gut für die Viehhaltung und Käseproduktion; die Bewohner lebten bis zur Mitte des 20. Jahrhunderts weitgehend als Selbstversorger. Danach entwickelte sich der Tourismus in Form der Vermietung von Ferienwohnungen (casas rurales) zu einem nicht unbedeutenden Wirtschaftsfaktor, der durch die Schaffung des Nationalparks Picos de Europa im Jahr 1995 eine nochmalige Belebung erfahren hat.

## Geschichte

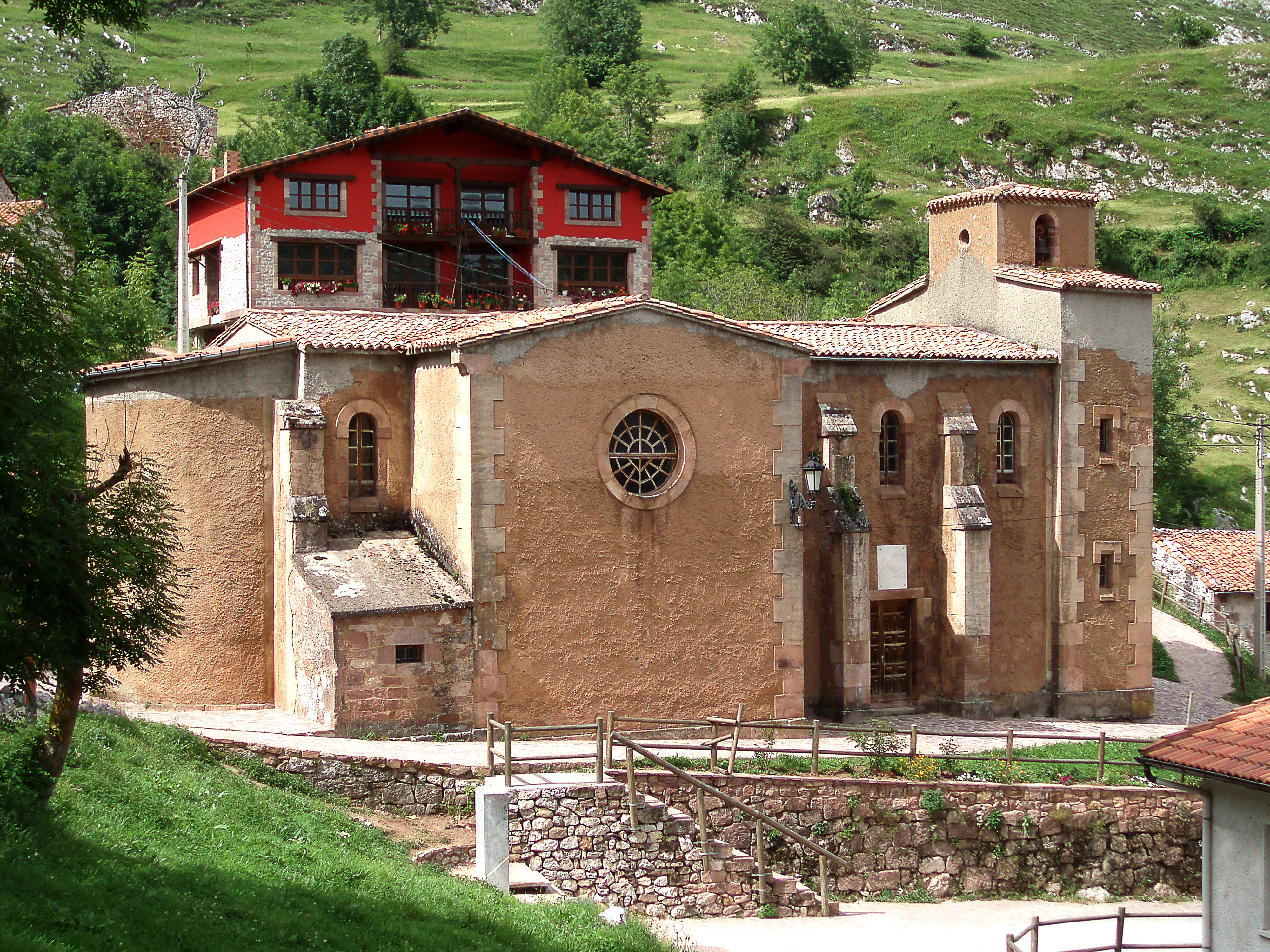
San Andrés

Über die frühe Geschichte des Ortes ist nichts bekannt, denn sowohl Kelten und Römer, als auch Westgoten und Mauren haben keine Spuren auf dem Gemeindegebiet hinterlassen. Eine erste Erwähnung des Ortsnamens findet sich einer Verkaufsurkunde des Jahres 942. Es ist anzunehmen, dass das Gebiet zuerst von Jägern und Hirten erkundet und erst im hohen oder ausgehenden Mittelalter stärker besiedelt wurde.

## Sehenswürdigkeiten
- Abgesehen von den landschaftlichen Reizen der Umgebung, die zu diversen Wanderungen einladen, hat Tresviso kaum Sehenswürdigkeiten.
- Die Pfarrkirche San Andrés ist ein Bau des beginnenden 20. Jahrhunderts (1904), der über der abgetragenen Ermita San Pedro aus dem 18. Jahrhundert errichtet wurde. Der heute etwas überdimensioniert wirkende Bau hatte Anfang des 20. Jahrhunderts durchaus seine Berechtigung.